# Hadriaan van Nes
Hadriaan van Nes, né le 7 août 1942 à Gorinchem et mort le 9 octobre 2024, est un rameur d'aviron néerlandais médaillé olympique et champion du monde. 

## Carrière
Hadriaan van Nes participe aux Jeux olympiques d'été de 1968 à Mexico et remporte la médaille d'argent en deux barré avec ses coéquipiers Herman Suselbeek et Roderick Rijnders.

## Famille
Il est le mari de la rameuse Meike de Vlas et le père de la rameuse Eeke van Nes.